# Ginger Gold

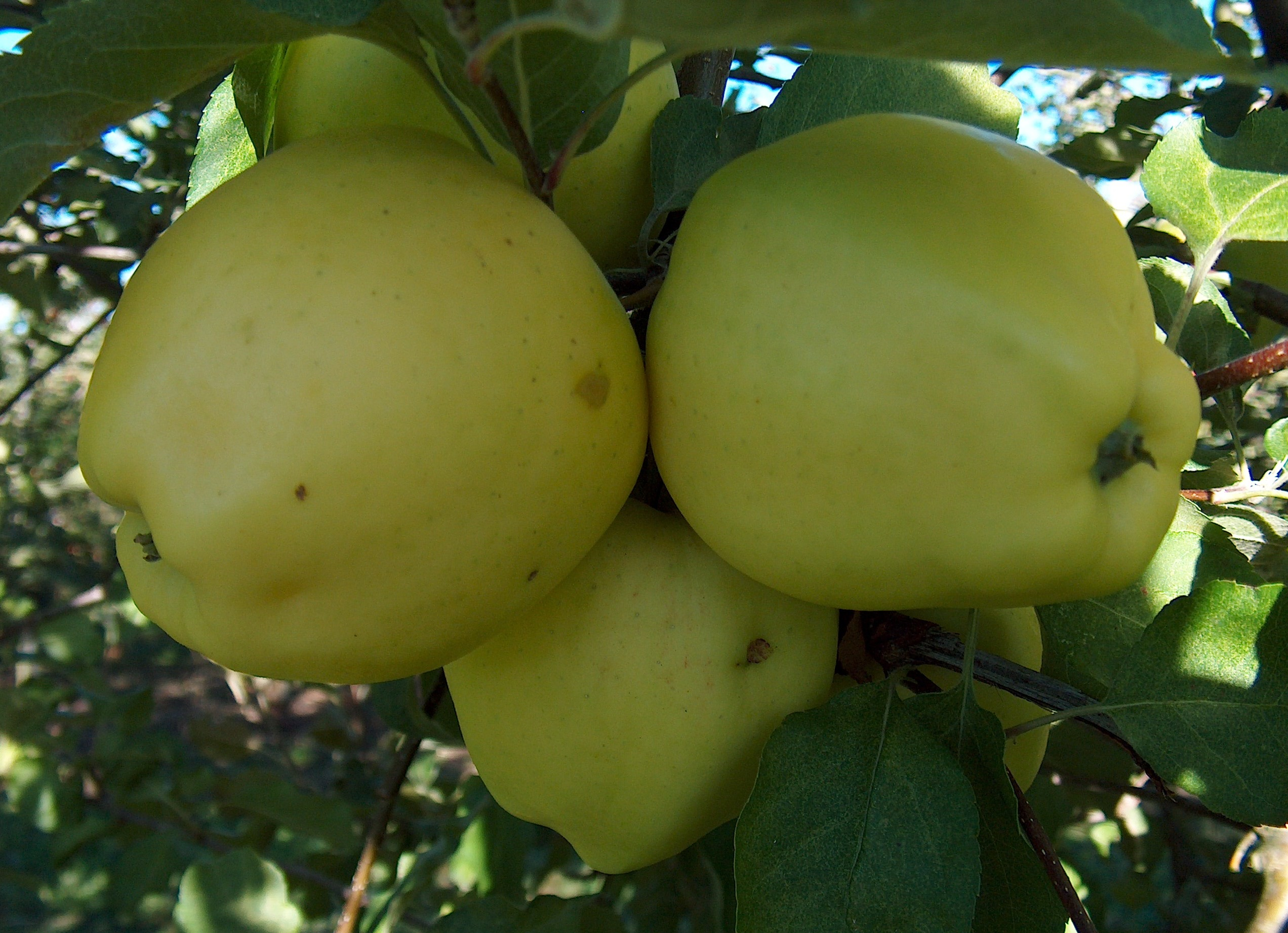
Pommes Ginger Gold

Ginger Gold est la marque commerciale d'un cultivar de pommier domestique.

## Description
La description générale est publiée sur le site du Ministère de l'Agriculture de l'Ontario.

## Pollinisation
- Variété diploïde.
- Groupe de floraison: C.

## Résistance et susceptibilités aux maladies
- Tavelure: susceptible
- Feu bactérien: susceptible
- Oïdium: très susceptible[2].

## Culture
- Maturité: entre le 25 juillet et le 15 août[3]

Variété appropriée à l'agriculture intensive avec traitements fongiques réguliers et éclaircissement chimique.
À exclure des jardins familiaux où les traitements chimiques ne sont pas systématiques.